# Antonio López Aviña

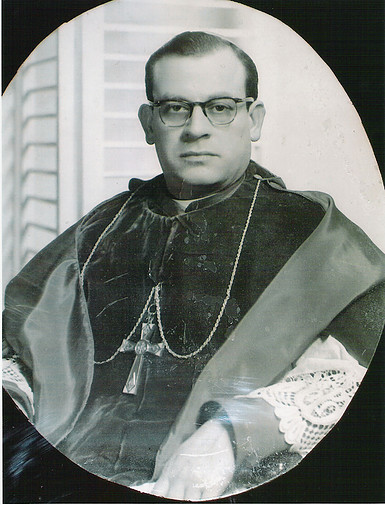
Bischof Antonio López Aviña

Antonio López Aviña (* 20. August 1915 in Chalchihuites; † 25. Februar 2004) war Erzbischof von Durango.

## Leben
Der Viceregente für das Bistum Rom, Luigi Traglia, weihte ihn am 29. Oktober 1939 zum Priester.
Pius XII. ernannte ihn am 21. Juni 1955 zum Bischof von Zacatecas. Der Erzbischof von Durango, José María González y Valencia, weihte ihn am 21. September desselben Jahres zum Bischof; Mitkonsekratoren waren Manuel Martín del Campo Padilla, Bischof von León, und José Garibi y Rivera, Erzbischof von Guadalajara. 
Er nahm an allen Sitzungsperioden des Zweiten Vatikanischen Konzils teil. Johannes XXIII. ernannte ihn am 14. Dezember 1961 zum Erzbischof von Durango. Am 4. März 1993 nahm Johannes Paul II. seinen altersbedingten Rücktritt an.